# K-Ci & Jojo
K-Ci & Jojo er en R&B-duo fra USA.

## Diskografi
- Love always (1997)
- It's real (1999)
- X (2000)
- Emotional (2002)

| Musikgruppe | Spire Denne artikel om en amerikansk musikgruppe er en spire som bør udbygges. Du er velkommen til at hjælpe Wikipedia ved at udvide den. |